# Croton lechleri

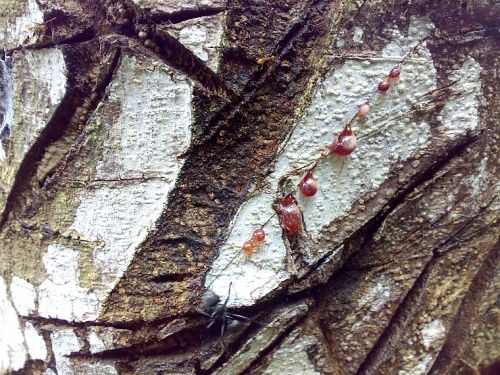
Żywica

Croton lechleri – gatunek rośliny drzewiastej z rodziny wilczomleczowatych. Występuje na obszarze Ameryki Południowej i Środkowej.

## Morfologia[4]
PokrójDrzewa tego gatunku osiągają wysokość do 20 m. Korona jest kopułowata i niezbyt zwarta. Pień przy swojej znacznej wysokości osiąga stosunkowo małą średnicę – ok. 30 cm. Ma gładką i szarą lub czerwono-szarą korę z białymi plamkami, dość łatwą do rozcięcia, dlatego pień do wysokości 200–250 cm często znaczą charakterystyczne blizny, z których wypływa gęsta żywica koloru brunatnoczerwonego.
LiścieSercowate, ostro zakończone, na brzegach karbowane, u nasady z gruczołkami.
KwiatyZebrane w kwiatostan groniasty, luźny. Mają barwę koloru bursztynu lub żółtawo-białą.
OwoceMałe (średnica 3–5 mm) i kuliste, po dojrzeniu pękają; zawierają gładkie, białe nasiona.

## Zastosowanie
Roślina zarówno w liściach, żywicy, jak i korze zawiera wiele substancji, które działają leczniczo i profilaktycznie. Roślinę jako lecznicza była już od wieków szeroko wykorzystywana przez Indian.